# Stenoma aztecana
Stenoma aztecana es una especie de polilla del género Stenoma, orden Lepidoptera. Fue descrita científicamente por Walsingham en 1913.
Tiene una envergadura de 20 mm. Las alas anteriores son blancas, las posteriores son castaño grisáceo pálido brillante.